# Pheidole lamancha
Pheidole lamancha  (лат.) — вид муравьёв рода Pheidole из подсемейства Myrmicinae (Formicidae). Центральная Америка: Мексика (Veracruz, La Mancha Biological Station). Видовое название дано по месту обнаружения типовой серии. Низинные дождевые тропические леса. Крупные рабочие (солдаты): ширина головы 1,00 мм, длина головы равна 1,00 мм, длина скапуса — 0,74 мм. Мелкие рабочие: ширина головы 0,53 мм, длина головы равна 0,59 мм, длина скапуса — 0,72 мм. Окраска красно-коричневая. Голова рабочих ячеистая, в некоторых местах гладкая и блестящая. Всё тело покрыто отстоящими волосками. Стебелёк между грудкой и брюшком состоит из двух члеников: петиолюса и постпетиолюса (последний четко отделен от брюшка). Сходен с видами Pheidole acamata, Pheidole potosiana, Pheidole psilogaster. Вид был описан в 2019 году американским мирмекологом Джоном Лонгино (англ. John T. Longino; The Evergreen State College, Олимпия, штат Вашингтон).